# Dyrmanci
Dyrmanci (bułg. Дърманци) – wieś w Bułgarii, w obwodzie Wraca, w gminie Mezdra. Według danych szacunkowych Ujednoliconego Systemu Ewidencji Ludności oraz Usług Administracyjnych dla Ludności, 15 września 2023 roku miejscowość liczyła 399 mieszkańców.

## Osoby związane z miejscowością

### Urodzeni
- Iwan Butow (1944) – bułgarski piłkarz
- Dimityr Makedonski (1861/62–1917) – bułgarski rewolucjonista